# Andrea Levy
Andrea Levy (* 7. März 1956 in London; † 14. Februar 2019) war eine britische Schriftstellerin.

## Biographie
Andrea Levy wurde 1956 als Kind eines jamaikanischen Einwandererehepaars in London geboren. Ihr Vater und kurz darauf ihre Mutter waren im Jahr 1948 nach England gekommen, um dort ein neues Leben zu beginnen. Für Andrea Levy bedeutete dies, als Schwarze in einer überwiegend von Weißen geprägten Stadt aufzuwachsen. Diese Erfahrung hat sie u. a. eindrucksvoll in ihrem Roman Eine englische Art von Glück (Originaltitel: Small Island) verarbeitet, der drei bedeutende Auszeichnungen erhielt.
Andrea Levy wuchs nicht weit entfernt vom Schauplatz von Small Island auf. Rassismus wurde in ihrem Elternhaus nicht erwähnt. Andrea hatte fast ausschließlich weiße Freunde, und sie tat, was alle Working-Class-Kinder taten: hörte Musik, schaute Fernsehen, ignorierte Bücher weitgehend und studierte Textildesign.
Mit Mitte Zwanzig arbeitete Andrea Levy für eine soziale Einrichtung und musste sich mit der Abwehr rassistischer Übergriffe beschäftigen. In dieser Zeit erfuhr sie eine Art Erweckungserlebnis: Sie, die zwischendurch in der Kostümabteilung der BBC arbeitete und mit ihrem (weißen) Mann Bill Mayblin eine Firma für Grafik-Design gründete, entdeckte ihre eigene Identität als Frau und als Schwarze. Gleichzeitig bemerkte sie die Wirkungskraft von Büchern. Sie fing exzessiv an zu lesen: Während es ihr nicht schwerfiel, Literatur schwarzer Autoren aus den Vereinigten Staaten zu finden, traf sie fast nie auf Literatur schwarzer Autoren aus dem Vereinigten Königreich.
Mit Mitte 30 begann sie selbst zu schreiben, was sie wissen will. Literatur wurde für sie ein Weg der Selbstfindung – der Weltfindung durch Welterfindung. Andrea Levy studierte kreatives Schreiben in London und fand sogar einen Agenten, was als Black British Writer in London Anfang der Neunziger nicht selbstverständlich war.
In ihren ersten drei Romanen setzte sie sich mit den Träumen schwarzer Immigranten in London und den Problemen, mit denen diese konfrontiert werden, auseinander. Ihr erster – semi-autobiographischer – Roman Every Light in the House Burnin’ handelte von einer jamaikanischen Familie im London der 1970er Jahre. Obwohl es anfangs unmöglich schien, einen solchen Roman außerhalb der „Community“ unterzubringen, wie ihr halb offiziell beschieden wurde, erschien der Roman 1994 trotzdem. Der zweite Roman der Pionierin wider Willen, Never Far from Nowhere, spielt im Jahre 1970 und erzählt die Geschichte zweier sehr unterschiedlicher Schwestern, die in einer Sozialwohnungssiedlung heranwachsen. Er erschien 1996 und landete prompt auf der Longlist für den Orange Prize for Fiction. In Fruit of the Lemon (1999) erlebt eine junge schwarze Frau in London einen Nervenzusammenbruch und erfährt auf einer Reise zu ihren Verwandten in Jamaica ihre eigene bisher unbekannte Geschichte.
Dann kam die ebenfalls jamaikanischstämmige Zadie Smith – und brach mit ihrem Bestseller White Teeth (deutsch: Zähne zeigen) endgültig den Bann, der auf der multiethnischen britischen Gegenwartsliteratur gelegen hatte. Für ihren bisher erfolgreichsten Roman Eine englische Art von Glück konnte Andrea Levy die Position derjenigen, die zwischen den Stühlen der Kulturen sitzen, perfekt nutzen.
Andrea Levy war Londonerin mit Herz und Seele. London ist der zentrale Ort, an dem alle ihre Romane spielen. Neben ihren Romanen verfasste sie Kurzgeschichten, die über unterschiedliche Medien veröffentlicht wurden. Andrea Levy fungierte als Preisrichterin bei der Vergabe des Orange Prize for Fiction, des Orange Futures Prize und des Saga Prize.

## Auszeichnungen
- 2004: Orange Prize for Fiction für Small Island
- 2004: Whitbread Book Award (heute Costa Book Award) für Small Island
- 2005: Commonwealth Writers’ Prize für Small Island
- 2019 Aufnahme in die Anthologie New Daughters of Africa von Margaret Busby

## Bibliographie
- Andrea Levy: Every Light in the House Burnin’, Hodder & Stoughton; Auflage: New Ed (8. August 1996), ISBN 0-7472-5213-0
- Andrea Levy: Never Far from Nowhere, Hodder & Stoughton; Auflage: New Ed (8. August 1996), ISBN 0-7472-5213-0
- Andrea Levy: Niemals weit von nirgendwo, Salt and Pepper, FfM. (Januar 2002), ISBN 3-927926-22-1
- Andrea Levy: Fruit of the Lemon, Review; Auflage: New Ed (3. Februar 2000), ISBN 0-7472-6114-8
- Andrea Levy: Small Island, USA, Picador 2005, ISBN 0-7553-3126-5 (Originalausgabe)
- Andrea Levy: Die englische Art von Glück, Eichborn Verlag 2007, ISBN 3-8218-5772-2
- Das lange Lied eines Lebens, Deutsche Verlags Anstalt, München 2011 ISBN 978-3-421-04483-9